# The RuPaul Show
The RuPaul Show é um talk/programa de variedades americano que estreou no VH1 em 1996. Apresentado pela drag queen RuPaul, o programa teve muitos convidados musicais famosos e foi notável como sendo um dos primeiros programas de televisão nacionais nos Estados Unidos apresentado por um apresentador abertamente gay. Michelle Visage, uma personalidade de rádio e ex-cantora, foi co-apresentadora do programa.[carece de fontes?]

## Visão geral
O programa apresenta RuPaul entrevistando vários convidados de celebridades que vão desde músicos, atores e figuras da cultura pop. Além de entrevistas, a série também contou com esquetes de comédia e relatórios de campo cômicos. RuPaul também executaria suas canções favoritas junto com dois dançarinos masculinos.
Diana Ross fez uma aparição rara no programa. Diana sempre foi uma musa para RuPaul, que incluiu letras da música de Diana "It's My House" em sua música "House of Love" em seu álbum de estreia e fez referência a Diana na música e no vídeo "Back to My Roots". Ru também cobriu "Work That Body", de Diana, em seu álbum Foxy Lady de 1996. Em sua primeira biografia, Ru conta de conhecer Diana em um voo. Ru depois co-estrelou o videoclipe de sua capa de 1995, "I Will Survive".